# Anders Jahan Retzius
Anders Jahan Retzius o Andreas Johann Retzius (Kristianstad, 3 de octubre de 1742 - † 6 de octubre de 1821, Estocolmo) fue un entomólogo, químico, y botánico sueco.

## Biografía
Se inscribe en la Universidad de Lund en 1758 y obtiene un magisterio de filosofía en 1766. Recibe también una formación de farmacéutico. Obtiene en 1766 un puesto de docente en química y de historia natural en 1767. Obtiene el título de profesor extraordinario en historia natural en 1777 y ocupa entonces distintas cátedras consagradas a esta disciplina, las de economía y la de química hasta su jubilación en 1812.
Describe numerosas especies de insectos y realiza importantes trabajos sobre su clasificación. Es el padre del biólogo Anders Retzius (1796-1860) y el abuelo del biólogo Gustaf Retzius (1842-1919). Entre los alumnos de Anders Jahan Retzius, es necesario citar al botánico Carl Adolph Agardh (1785-1859), el zoólogo y el arqueólogo Sven Nilsson (1787-1883), el botánico y entomólogo Carl Frederick Fallén (1764-1830) y al entomólogo Johan Wilhelm Zetterstedt (1785-1874). Ejerce también una gran influencia sobre el botánico Elias Magnus Fries (1794-1878) que llega a Lund cuando Retzius era ya viejo.

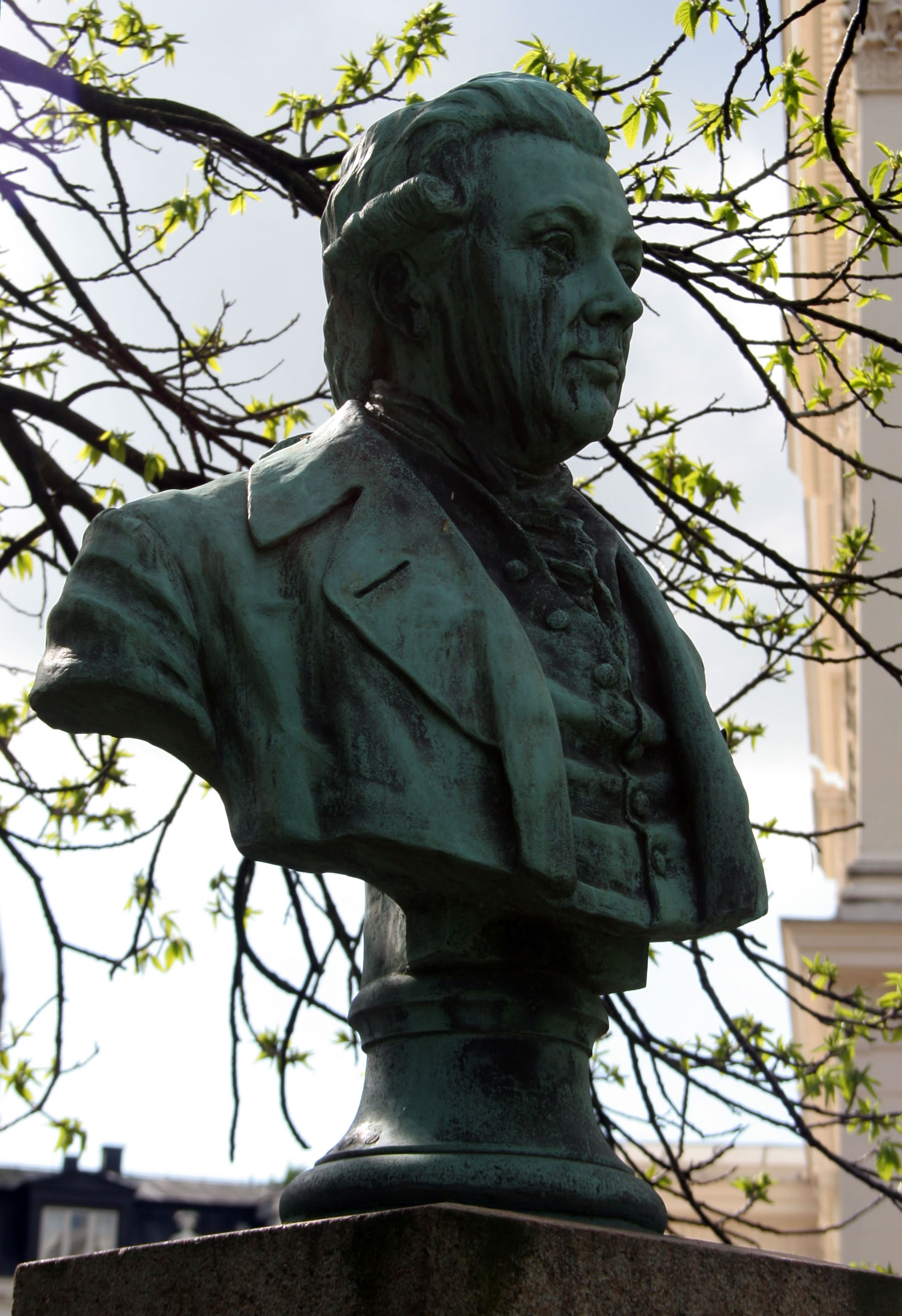
Anders Jahan Retzius

## Obras principales
- Primae Lineae pharmaciae : in usum praelectionum Suecico idiomate. Dieterich, Gottingae 1771 Biblioteca de la Univ. de Düsseldorf

- Inledning till djurriket (1772)

- Observationes botanicae (fol.; tr. i Leipzig 1778-91)

- Genera et species insectorum, e generosissimi auctoris scriptis extraxit, digessit, quoad portem reddidit, et terminologiam insectorum Linneanam addidit (1783)

- Lectiones publicae de vermibus intestinalibus (1784)

- Florae Scandinaviae prodromus (2 vols. 1779; 2:a uppl. 1795)

- Försök till mineralrikets uppställning (1795; traducción al alemán 1798)

- Underrättelse om sättet at bygga stamp-hus eller beqwäma och oförbränneliga hus af jord eller lera. Af K. H. Seidelin. Öfwersättning med företal af Anders Jahan Retzius (Notificación de la manera en la acumulación sello propio o beqwäma y mantenido las Casas focales de tierra o arcilla. Por K. H. Seidelin. Öfwersättning con prefacio de Anders Jahan Retzius) Lund. Trykt hos professor Johan Lundblad, libris 17000630 (1798)

- Faunae Sueciae a Linné inchoatae pars I (Leipzig, 1800)

- Försök till en flora oeconomica (2 dlr, 1806-07)

- Flora Virgiliana eller Försök at utreda de wäxter som anföras uti P. Virgilii Maronis Eclogæ, Georgica och Æneides jämte bihang om romarnes matwäxter af Anders Jahan Retzius Lund libris 15086323 (1809)

## Honores

### Eponimia
Género
- (Retziaceae) Retzia Thunb.[1]

Especies
- (Apiaceae) Tropentis retzii (Vitman) Raf.[2]

- (Asteraceae) Hieracium retzii Fries[3]

- (Brassicaceae) Arabis retziana Beurl. ex Nyman[4]

- (Cyperaceae) Cyperus retzii Poir.[5]

- (Fabaceae) Crotalaria retzii Hitchc.[6]

- (Fabaceae) Podalyria retzii (J.F.Gmel.) Rickett & Stafleu[7]

- (Poaceae) Zizania retzii Spreng.[8]

- (Rutaceae) Glycosmis retzii M.Roem.[9]

- (Rubiaceae) Galium × retzi Bouchard[10]

- (Rubiaceae) Xeromphis retzi Raf.[11]

- La abreviatura «Retz.» se emplea para indicar a Anders Jahan Retzius como autoridad en la descripción y clasificación científica de los vegetales.[12]

## Abreviatura (zoología)
La abreviatura Retzius  se emplea para indicar a Anders Jahan Retzius como autoridad en la descripción y taxonomía en zoología.